# Ловеч
Ловеч — місто в Центральній Болгарії. Під час османського правління його називають «Алтин-Ловеч» - «Золотий Ловеч». Сьогодні Ловеч є адміністративним і економічним центром общини Ловеч і Ловецької області. Населення міста за даними НСІ станом на 31.12. 2015 становить 34 002 жителів.

## Географія
Рельєф
Ловеч розташований на межі Дунайської рівнини і передгір'я Балканських гір в 150 км на схід від Софії, в 30 км на північ від міста Троян, в 30 км на південь від Плевена і в 30 км на північний захід від Севлієво. Розташоване по обидві боки річки Осам, яка витікає з кам'янистої вузької теснини, утворює кілька вигинів між пагорбами "Стратеш", "Хисаря" і "Баш-Бунар". На сході розташована гірська вершина на пагорбі Стратеш. Північно-західна частина міста плавно спускається до плаского рельєфу сусіднього Плевена. Середня висота Ловеча становить 360 м. Найвища точка міста - пік "Ак баїр", розташована на південному сході з висотою 450 м, а центральна частина Ловеча - найнижча точка з висотою 150 - 190 м і схилом рельєфу 3 - 8%.
Клімат
Клімат Ловеча помірно континентальний. Середньорічна температура — 12 °C. Літо відносно спекотне, а зима холодна. Різниця між найнижчою і найвищою місячною температурою становить 20 °C. Мікроклімат м'якше, ніж на рівнині навколо Плевена, оскільки місто захищено скелястим кряжем від холодних північних вітрів. Річка Осам створює прохолоду під час літньої спеки.
Флора і фауна
В околицях міста налічується 30 видів диких дерев, 40 видів диких чагарників і 20 видів культурних дерев. Переважають вищі насінні рослини. Широколистяні ліси розташовані на південному заході. Широко поширена вздовж річки Осам - флора водоростей.

## Історія м. Ловеч

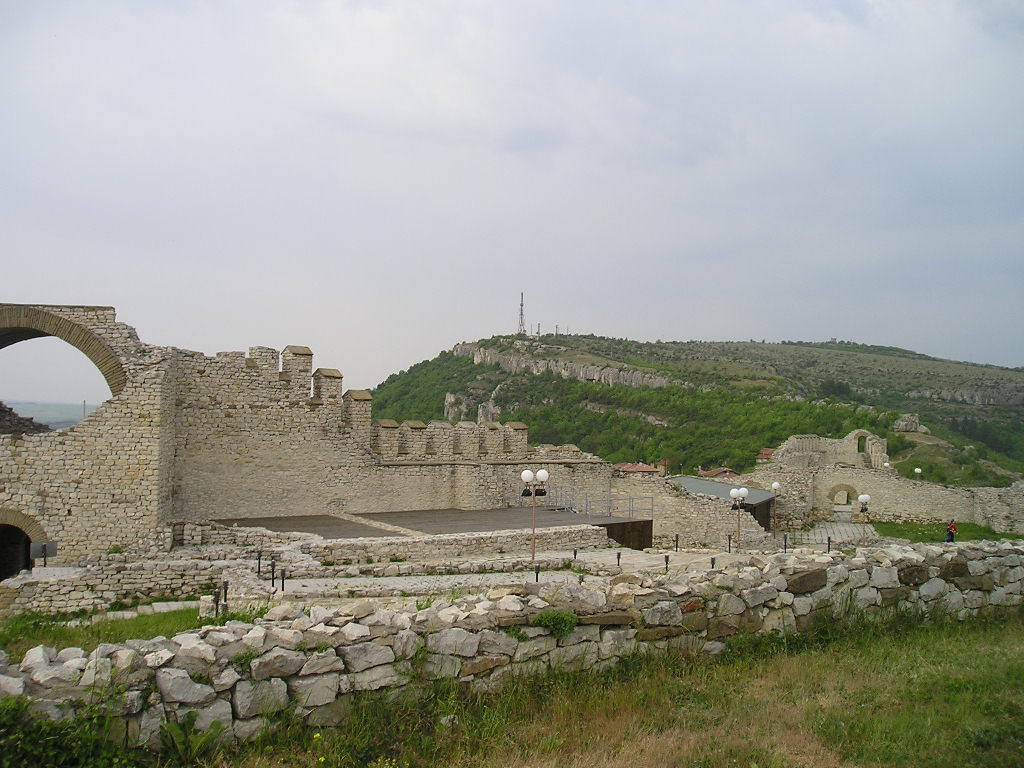
Середньовічна фортеця Ловеча

### Античність
Ловеч - одне з найдавніших поселень Болгарії. Сліди людської діяльності відносяться до найглибшої давнини, для якої сприятливе положення міста між горою і рівниною, а також наявність річки відіграє вирішальну роль. Залишки, знайдені в печері, свідчать про активну людську присутність з давньої кам'яної доби, нової кам'яної доби, бронзової та залізної доби. У IV-III ст. до н. е. тут проживають фракійці. Основним джерелом для вивчення їх життя є поховання з навколишніх сіл Смочан, Слатина, Горан, Славяни. Після завоювання фракійців римлянами у 1 столітті нашої ери, на римській дорожній карті відмічена дорожня станція Мелта, яка знаходиться в нинішній зоні Ловеча. Пізніше, за часів Римської імперії, тут була побудована римська дорожня станція - Президіум. Вона знаходиться на римській дорозі, частина якої сьогодні можна побачити в околицях міста. Через станцію місто брало участь у римському транспортному сполученні Ескус-Сторгозія-Тримонціум і Сердика-Одесос.
На пагорбі Хисаря є залишки старовинної церкви. Виявлені на пагорбі артефакти свідчать про розселення слов'ян на початку 6 ст.

### Середньовіччя
Мало відомостей про розвиток міста за часів Першої Болгарської держави. Вони в основному з відкритого середньовічного некрополя XIV століття в районі Баш-Бунар. У XI столітті місто згадується у зв'язку з вторгненням печенігів та їх військових дій з Візантією в 1059 році.
Середньовічна фортеця Ловеч відома з часів Другої Болгарської держави. Вона розташована на пагорбі, який згодом назвуть "Хисаря". Тут у 1187 році відбулася вирішальна битва між повстанською армією Асенівців і Візантією. Підписаний мирний договір є визнанням Другої болгарської держави.
У чотирнадцятому столітті Ловеч перебував у володінні деспота Івана Олександра з роду Шишмана, сина деспота Срацимира і Кераци Петриці. У 1331 році Іван Олександр був обраний болгарським царем. Свого часу в околицях міста був побудований і функціонував як книжковий центр монастир "Різдво Богородне", також званий "Яструб". Близько 1324 - 1325 рр. у Ловечі народився болгарський цар Іван Срацимир, другий син Івана Олександра від першого шлюбу.
Фортеця Ловеч є однією з останніх підкорених під час османського вторгнення. Місто захищав боярин Станко Косан. Місто близько 1446 року описано в Османському податковому реєстрі. Відомості про місто з 17 століття дають Хаджа Калфа, Филип Станиславович і Евлія Челебі. Згідно з останнім, місто є торгово-ремісничим центром.

### Відродження
Перші відомості про розвиток міста в період болгарського відродження надають мандрівники Амі Буе, Фелікс Каніц. Ловчанці хороші пекарі, котляри, гончари, і які демонструють різні економічні заходи. До цього слід додати комерційну діяльність на ринках Османської імперії та Європи. Наприкінці XVII та на початку XVIII століття місто було названо на честь його багатія, Алтина Ловеча (Злотена Ловеча). З 1780 по 1784 рр. Ловеч розвивається найжвавіше. За деякими даними, населення перевищує 20 000 жителів. Приблизно такої популяції (19 575 жителів) місто знову досягло тільки в 1959 році. Адміністративно найдовший час було казою у Нікопольському санджаку, а пізніше - Тирновському санджаку. 

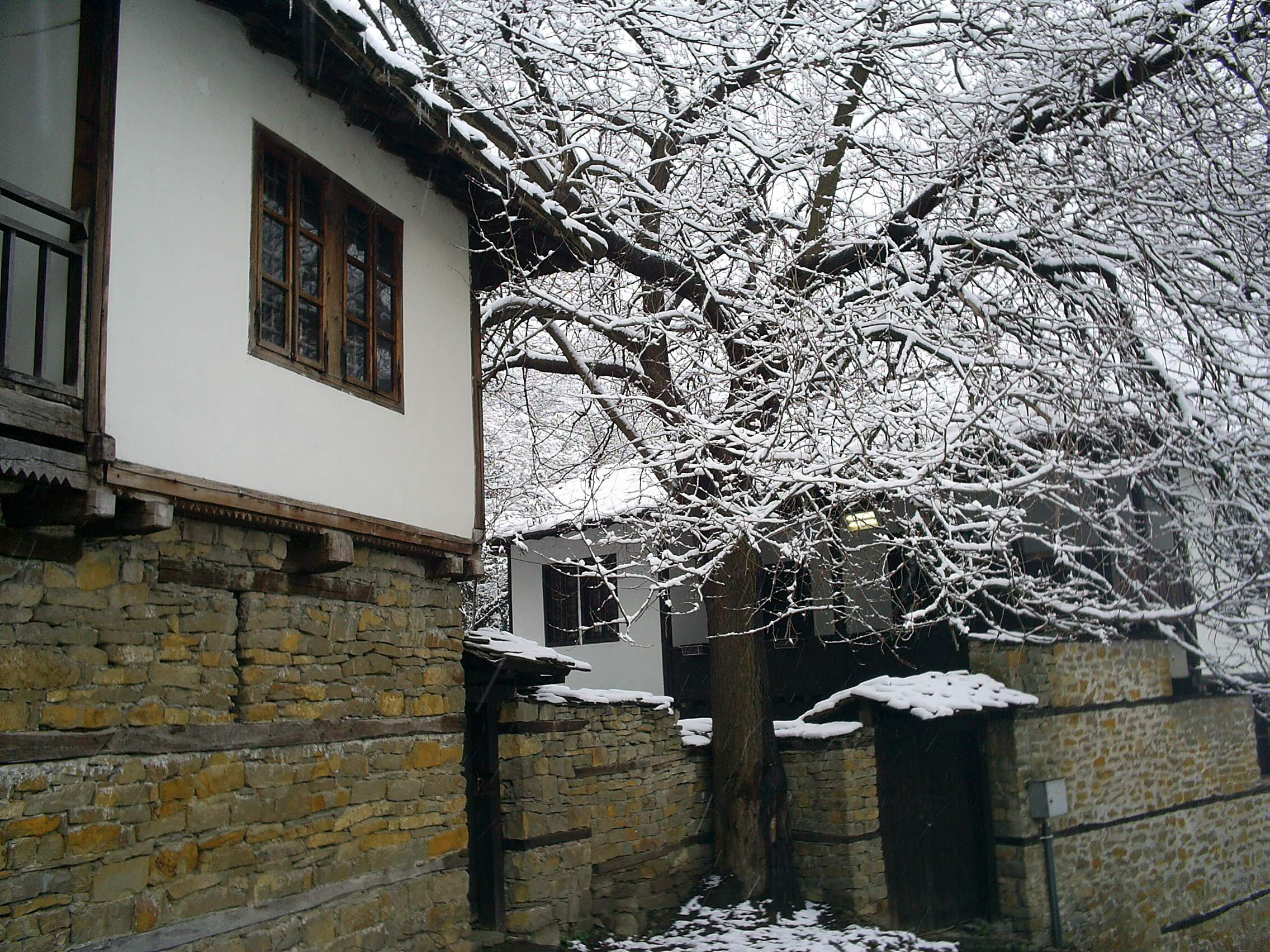
Фрагмент Варошанського кварталу

Культурний розвиток базується на діяльності монастиря. Його найвідоміші рукописи — "Требник" (збережений у Рильському монастирі) та копія Синоду Борила (у Санкт-Петербурзі). 1 січня 1870 р. була створена Ловечська бібліотека "Наука". Створені бібліотека, проходять вечори і недільні читання, а в цьому ж році вийшов перший театральний спектакль.
У кварталі Вароша є вільні і доступні школи для всіх дітей: Вчителем у 1847 - 1849 роках був Петко Славейков. У 1872 р викладач Михайло Радославов вводить новий метод викладання та віковий розподіл учнів за класами.
Під час російсько-турецьких воєн XIX століття місто часто має оперативне значення для проведення бойових дій. Під час російсько-турецької війни (1806 - 1812 рр.) російські війська двічі звільняли Ловеч (17 жовтня 1810 і 12 лютого 1811 р.), що заважало османському наступу на півночі Болгарії. 

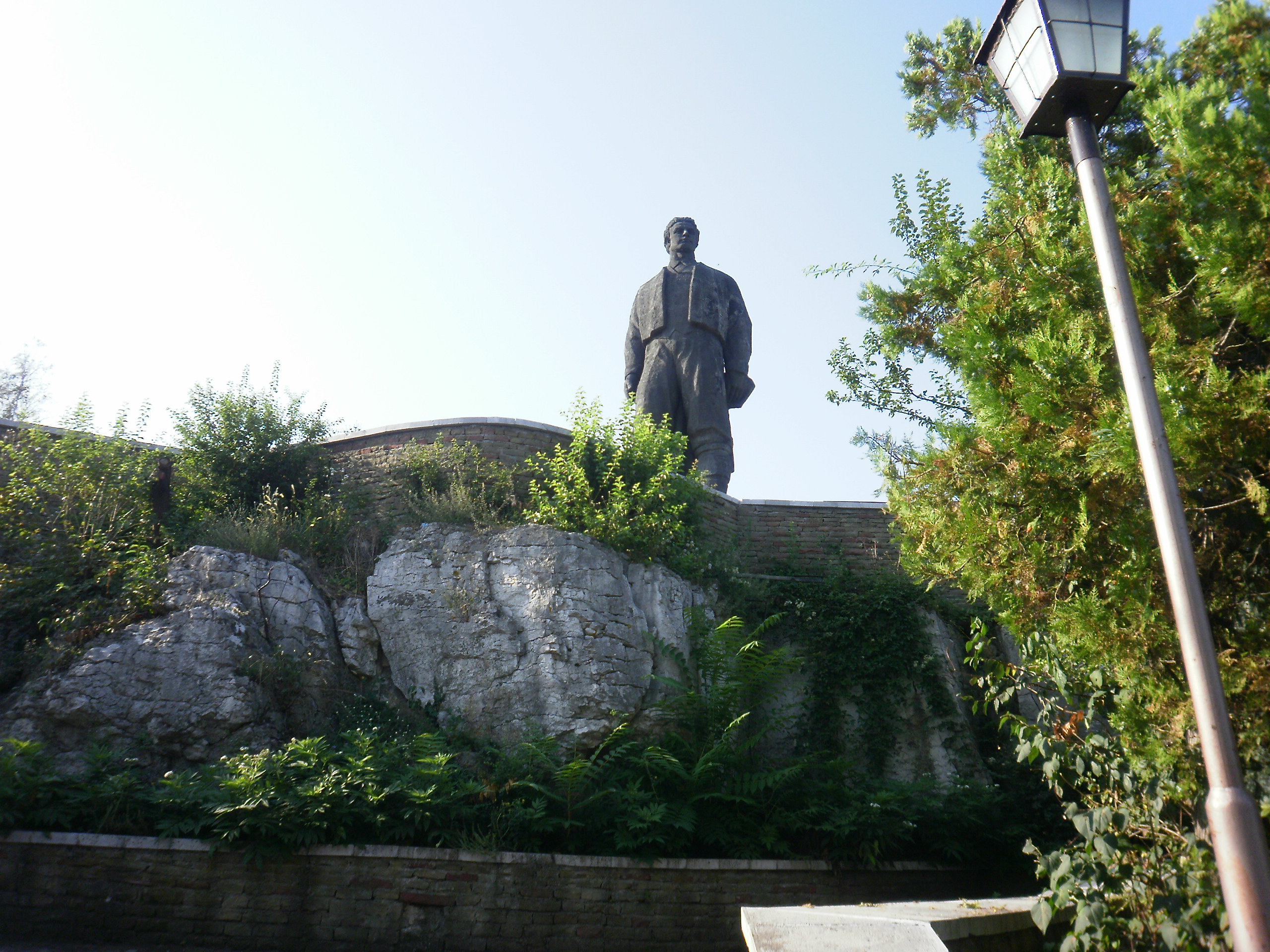
Пам'ятник Василю Левському

Ловеч відомий як центр внутрішньої революційної організації Василя Левського. Приватним революційним комітетом у місті оголошено прогресивний уряд. Левський регулярно відвідує місто в період 1869 - 1872 років.
У 1872 - 1874 роках майстер Нікола Фічев побудував єдиний міст такого роду на Балканах. Згодом він згорів (1925) і відновлений в 1931 році. 

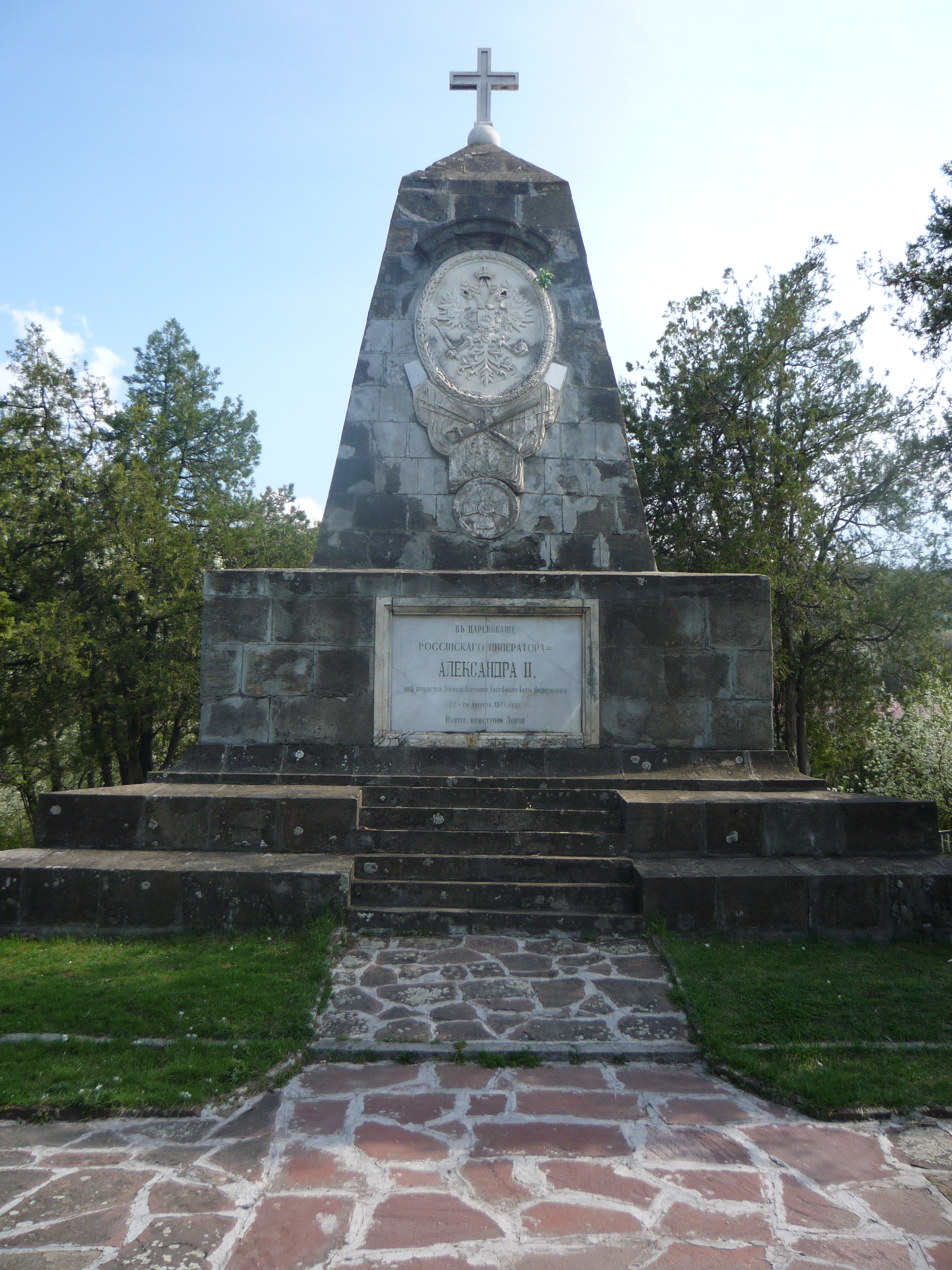
Білий пам'ятник, Ловеч

### Російсько-турецька війна (1877 - 1878)
Під час російсько-турецької війни 1877-1878 рр. Ловеч двічі звільнявся від турецьких військ. Перший випадок - 5 липня 1877 року невеликим кінним загоном отримана перемога полковником Олексієм Жеребковим. 15 липня 1877 року російські війська були змушені відступити через наступ частин західно-османської армії (командувач Ріфат-паша). Місто підлягає грабежу і руйнуванню. Більше 1500 мешканців було вбито. Після порзаки Сюлеймана на перевалі Шипка російський штаб вирішив захопити Ловеч. Завдання було покладено на генерал-майора Олександра Імретинського з загоном, що складався з 25 батальйонів, 15 козацьких військ і 98 гармат. 22 серпня російські війська, розділені на дві колони, під командуванням генерала-майора Михайла Скобелева і генерала-генерала Володимира Добровольського, звільнили Ловеч. Визнання громадян міста Ловева увічнюють, розмістивши Білий пам'ятник і Чорний пам'ятник на пагорбі "Стратеш".

### Після Визволення
Під час Визволення населення різко скоротилося. Значними стали жертви болгарського населення під час бойових дій у російсько-турецькій війні (1877 - 1878). Більшість турків емігрують. Відразу після звільнення вільний Ловеч нараховував лише 4500 чоловік. Турки вбивають 4000 - 4500 болгар на одну ніч. За 500 років у Ловечі було вбито близько 20 тисяч болгар.
В результаті війни була створена система місцевого болгарського уряду. Вона здійснюється громадою. Першим мером Ловеча є Іван Драсов. Протягом перших 22 років вільної Болгарії Ловеч є центром для Ловеча, Трояна і Тетевена. З 1901 стає районним центром.
На муніципальних виборах після закінчення Першої світової війни 1920 р. більшість в Ловечській міській раді виграла БКП. Міська рада обирає міського голову Нікола Ілієва. Для пом'якшення постраждалих від післявоєнних криз вона створює активну соціальну політику. У 1921 році адміністрація муніципалітету була розпущена урядом Олександра Стамболійського.

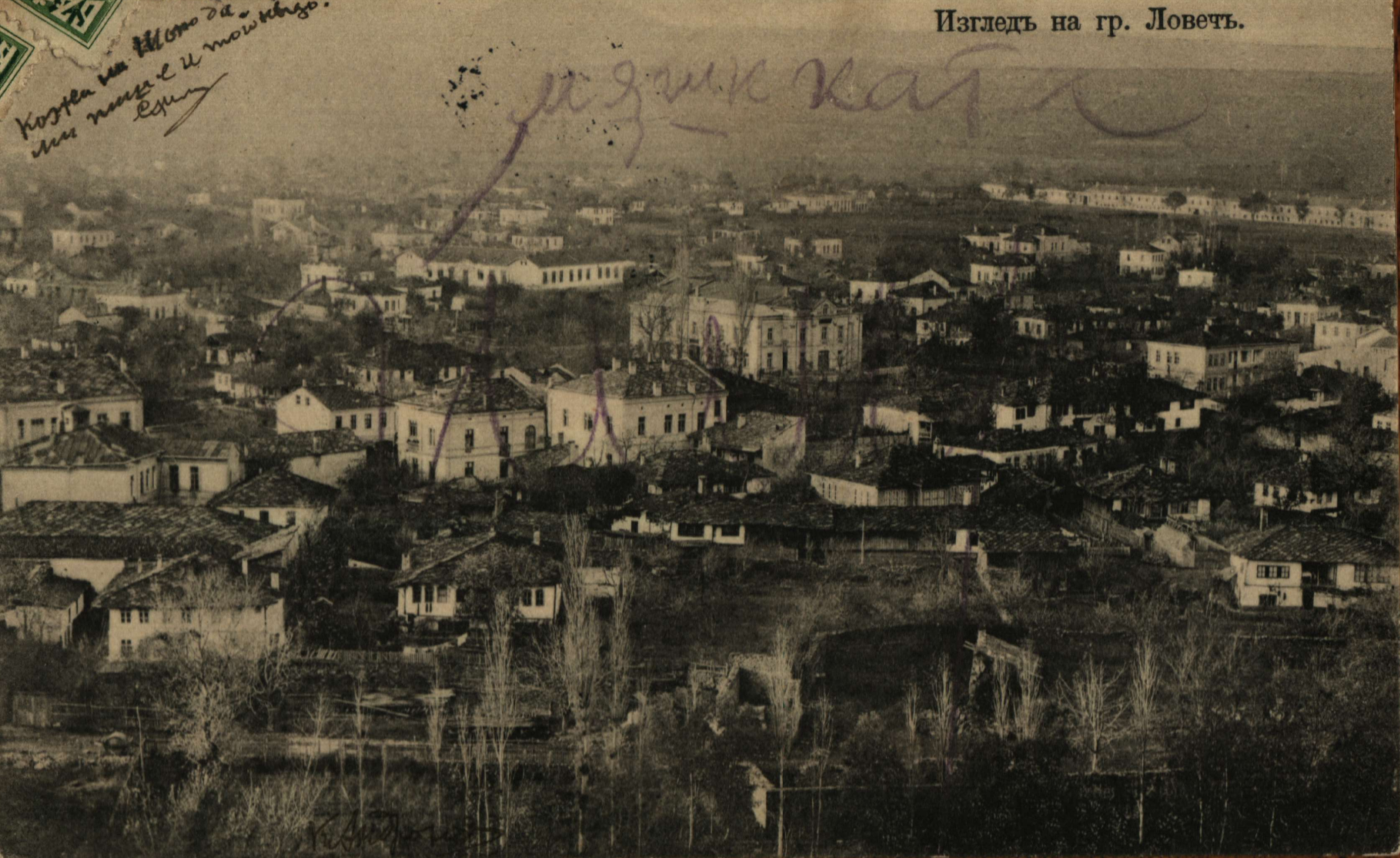
Старе фото з видом на Ловеч (до 1930 року)

У 1921 - 1927 рр. була побудована залізнична лінія від Левського до Ловеча, яка з'єднує місто з залізничною мережею країни. Під час Другої світової війни, після бомбардування Софії 10 січня 1944 року, Софійський університет "Св. Климент Охридський" був евакуйований в Ловеч.
У 1959 році Ловеч став повітовим містом, а в 1987 році — обласним центром.

### Табір "Сонячний берег" (1959 - 1962)
У 1959 році в кам'яному кар'єрі під Ловечом комуністична влада побудувала трудовий табір під назвою "ТГ" (трудова група) під керівництвом міністерства 1248 "Софія", а з літа 1961 р. - 10 001 Софія. Це таємний та один з найбільш жорстоких таборів минулого в Болгарії. У таборі без суду люди були засуджені за «підривну діяльність», підробку документів, жарти проти комуністичних правителів, екс-депутатів. З 1501 людей, які пройшли через концтабір біля Ловеча, 155 стали жертвами вбивств і надзвичайно важкого режиму. У вересні 1961 року жінки з табору, близько 150, були переведені до села Скравена. Табір поблизу Ловеча був закритий у квітні 1962 року, після розслідування виявили порушення закону, важкий режим і фізичне насильство, але жодна кримінальна відповідальність не вимагалася.
Табір розташований на роздоріжжі до села Хлевене праворуч у напрямку Трояна і складається з декількох казарм.

## Населення
Населення міста на кінець 2009 року становить 38 579 жителів.

### Релігії
Православ'я

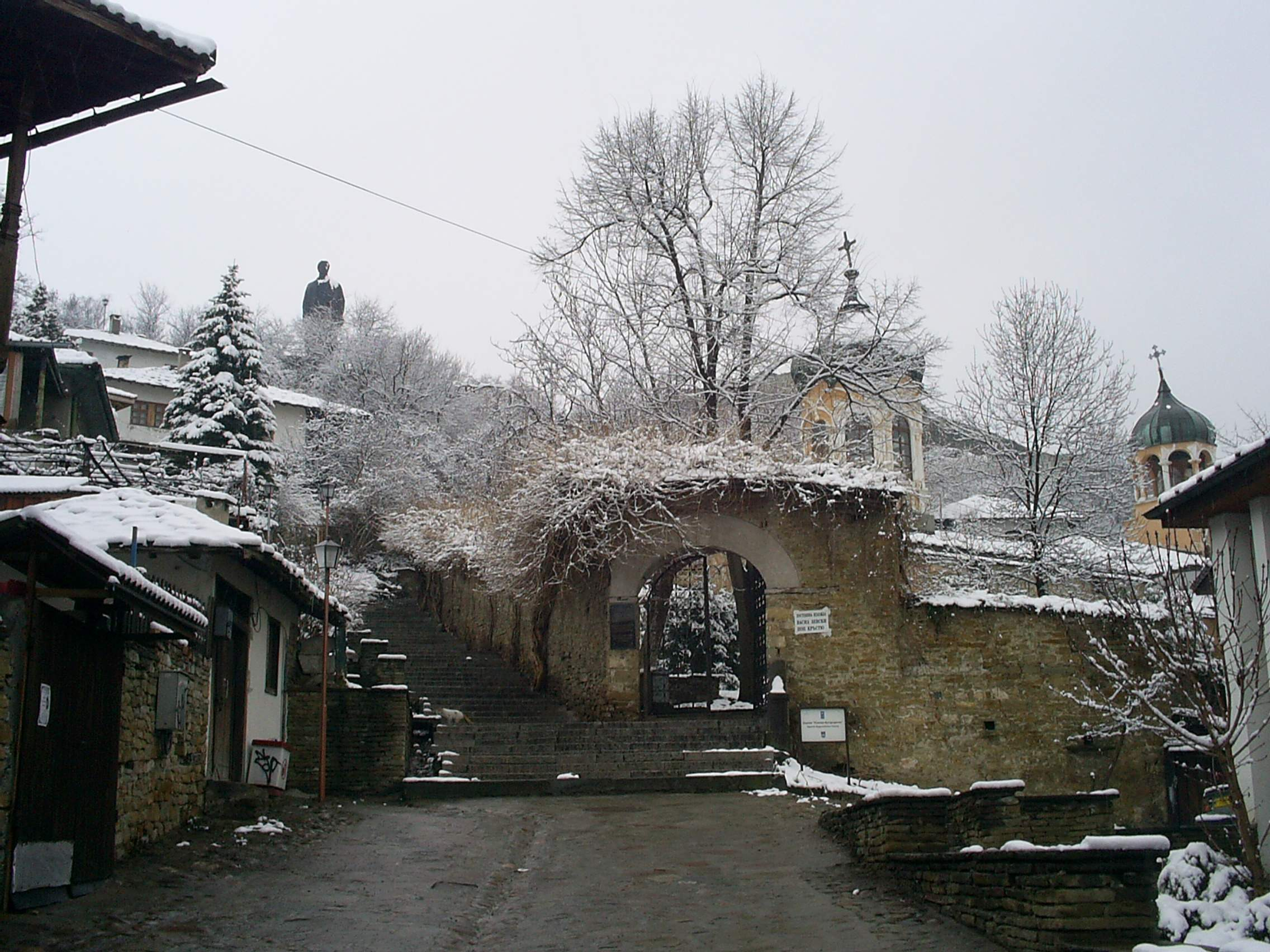
Церква у Варошанському кварталі

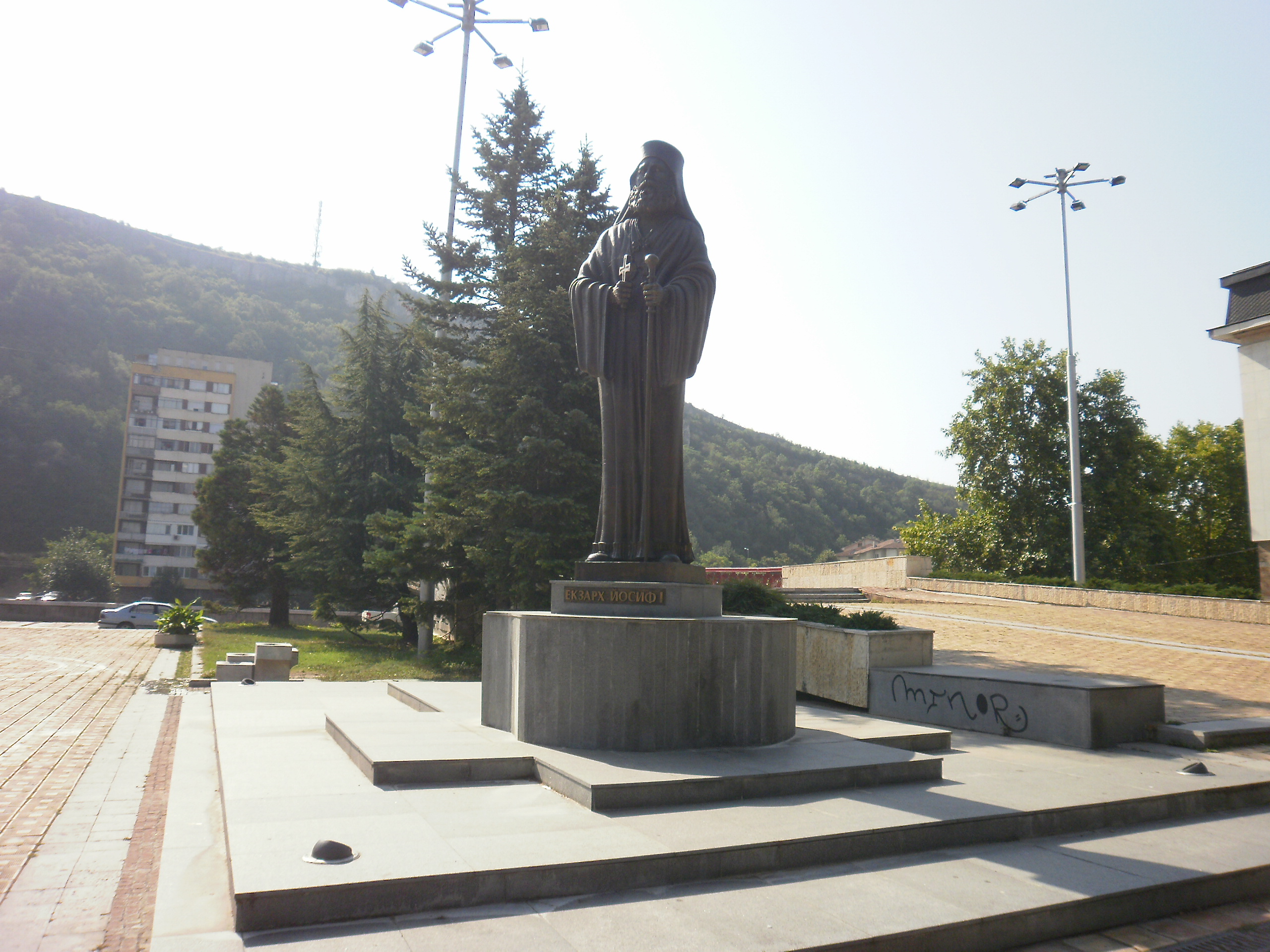
Пам'ятник Екзарху Іосифу I

У Ловечі мешкають переважно православні християни. Ловченська єпархія є однією з 12 єпархій у Болгарії. Місто є митрополитською столицею з часів царя Івана Ассена II (1218 - 1241). Залишки кількох середньовічних церков розташовані в середньовічній фортеці Ловеч. Під час османського правління єпархія була зведена до рангу «єпископату». Ловечські митрополити - греки. Громадяни активно боролися за створення болгарської церкви. Були побудовані два нових храми. У церкві «Свята Неделя» фрески писали брати Наум Ілієв і Ненчо Ілієв. Другий храм - це церква Пресвятої Богородиці (1834). У середині XIX ст. громадяни вигнали грецького єпископа Мелеція І Ловчанського.
- Церква Св. Богородиця
- Церква Святої Трійці
- Церква Святої Неділі

Протестантство
У 1882 р американський методист заснував Американський коледж дівчат, де був побудований невеликий храм, а пізніше і прилеглу протестантську церкву, яка досі існує.

## Політика

### Мер
Посада мера Ловеча була заснована 31 серпня 1877 року після звільнення міста від османського панування. Першим мером міста був Іван Драсов. Наступні вибори відбуваються на підставі чинних на той час норм конституції. Згідно з Конституцією Республіки Болгарія з 1990 року, мер міста Ловеч обирається органом місцевого самоврядування в м. Ловеч. З 1991 року обирається безпосередньо громадянами м. Ловеч.

## Економіка

### Промисловість

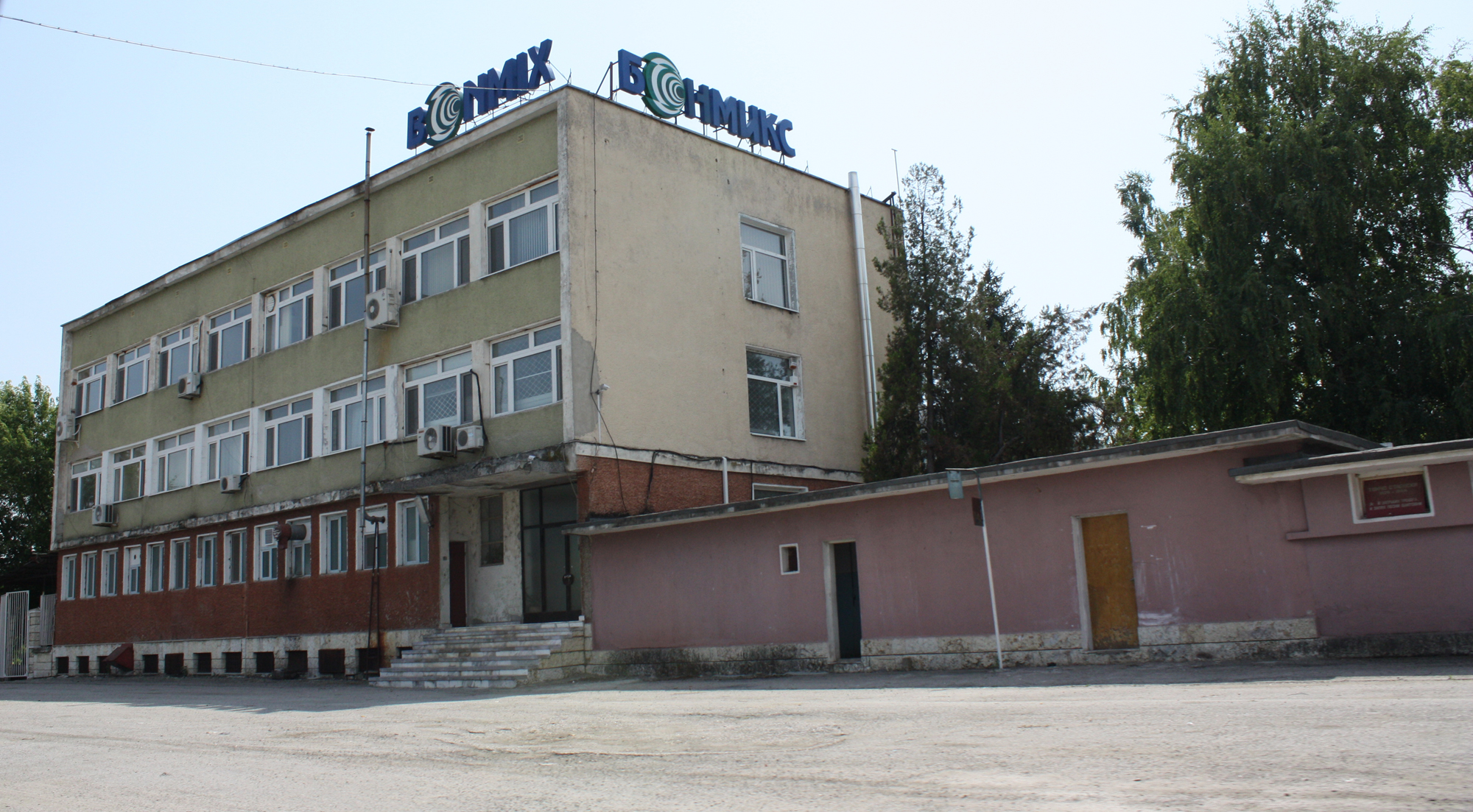
Bonmix - французько-болгарська компанія, створена в 1997 році

Ловеч є одним з промислових центрів Болгарії. Розвинуте виробництво шкіряного одягу, харчова промисловість, виробництво ручного електричного інструменту, велосипедів, вагонів, карів та меблів. Розвивається традиційне виробництво зернових, м'яса, молока та овочевих культур.
У період 1943 - 1954 рр. Державний авіаційний завод випускав болгарські літаки ЛАЗ, АВІА і ДАР. Після 1954 року завод почав виробництво мотоциклів і автомобілів Москвич Алеко.
Зовсім недавно Litex Motors і китайська компанія Great Wall Motor Co відкрили автозавод в Баховиці, поблизу Ловеча.

### Транспорт

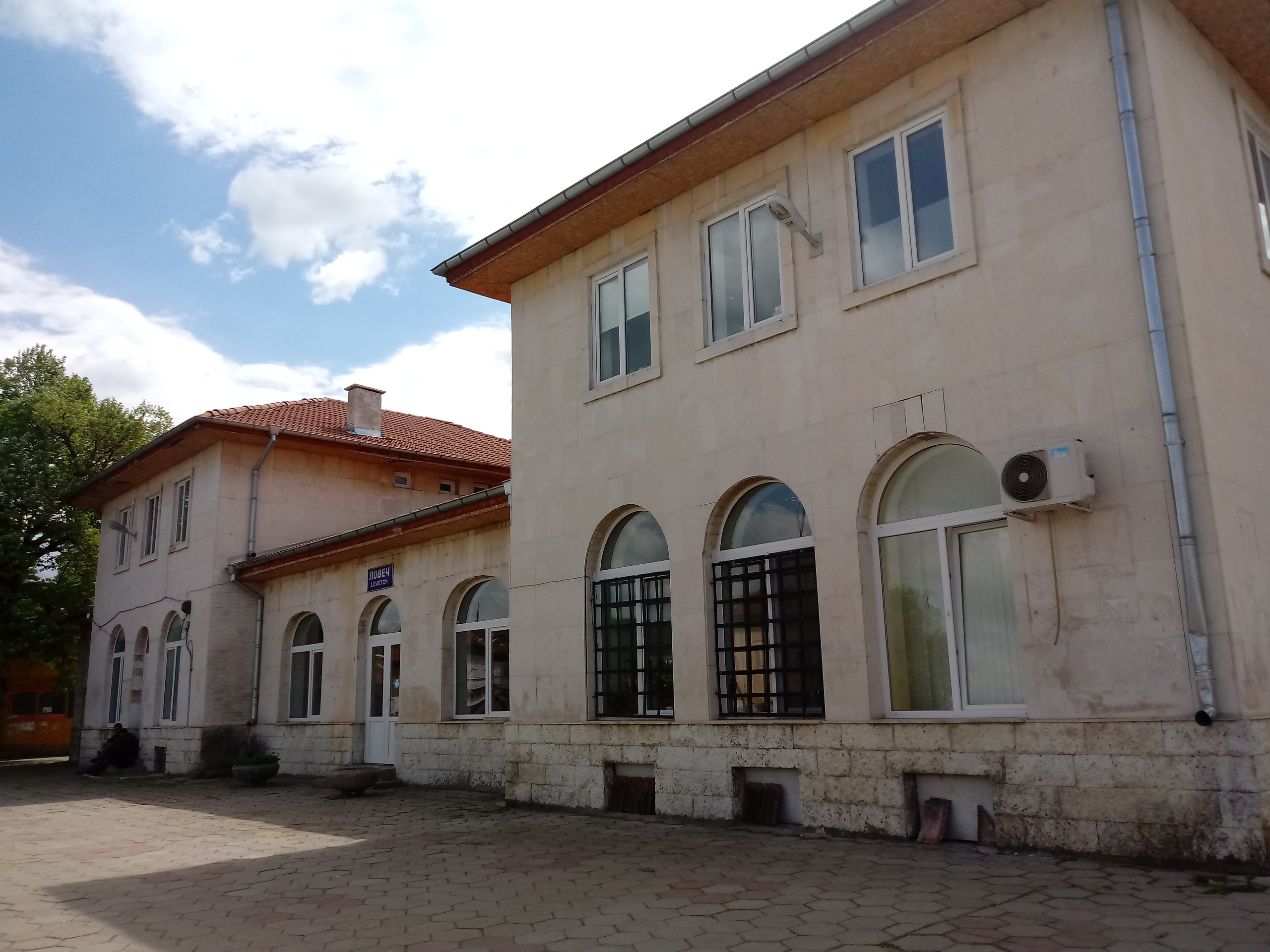
Залізничний вокзал м. Ловеч

Ловеч пов'язаний автобусним транспортом з великими містами Болгарії. Обслуговується автовокзалом Ловеч. Залізничний транспорт здійснюється через лінію Левський-Троян з підключенням до залізничної лінії Варна (Русе) - Софія. Він обслуговується залізничним вокзалом Ловеч. Внутрішній громадський транспорт регулярний. Обслуговуються ТОВ «Ловеч Автотранспорт» та таксі.

## Охорона здоров'я
Охорона здоров'я представлена багатопрофільною лікарнею для активного лікування "Проф. Параскев Стоянов". Забезпечує первинну та спеціалізовану амбулаторну медичну допомогу, стаціонарну допомогу, громадську профілактику та санітарний контроль. Лікарня - це спеціалізований центр для надання лікарняної допомоги пацієнтам з міста та прилеглих муніципальних центрів.

## Освіта та наука

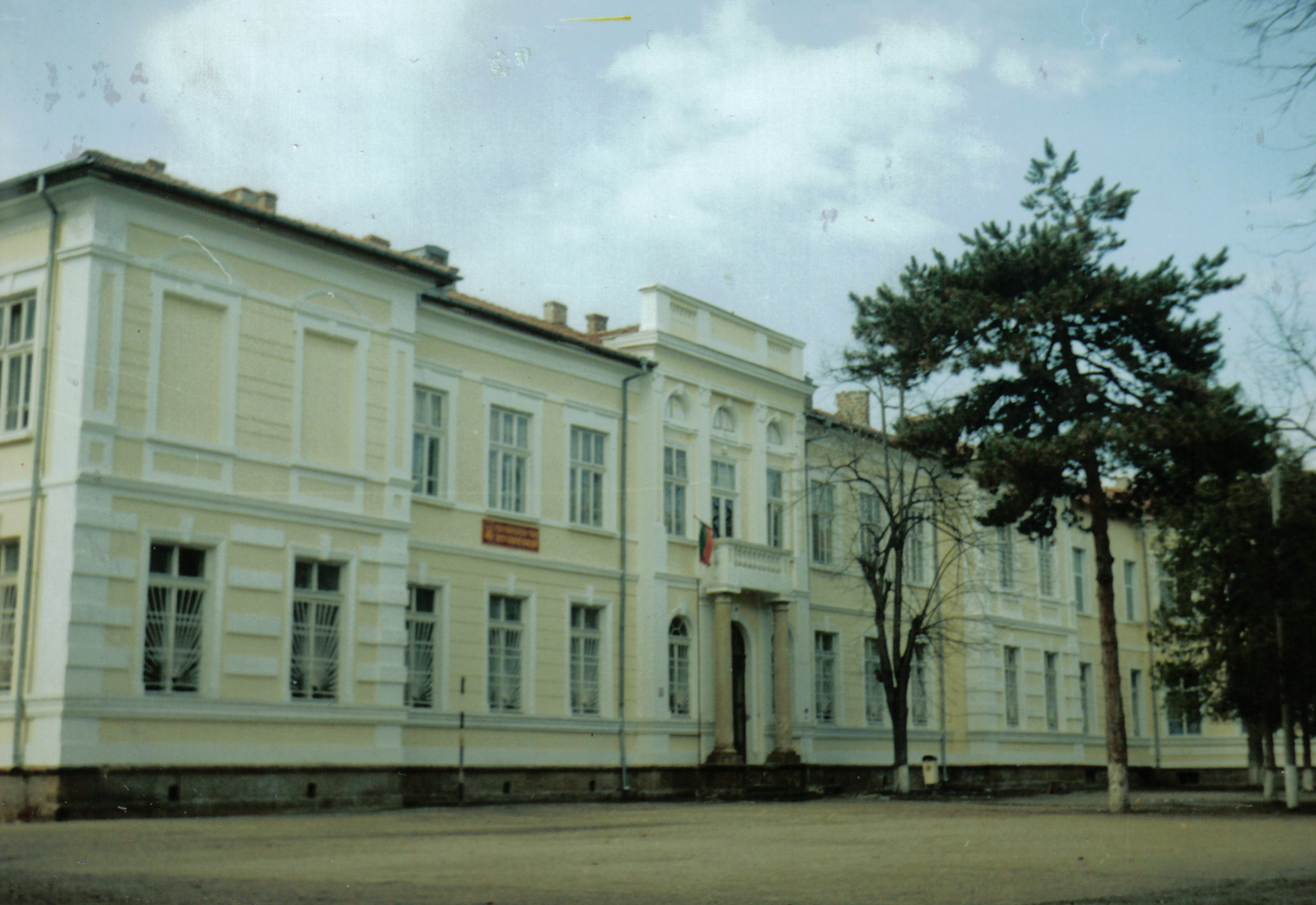
Софійський університет «Св. Климент Охридський»

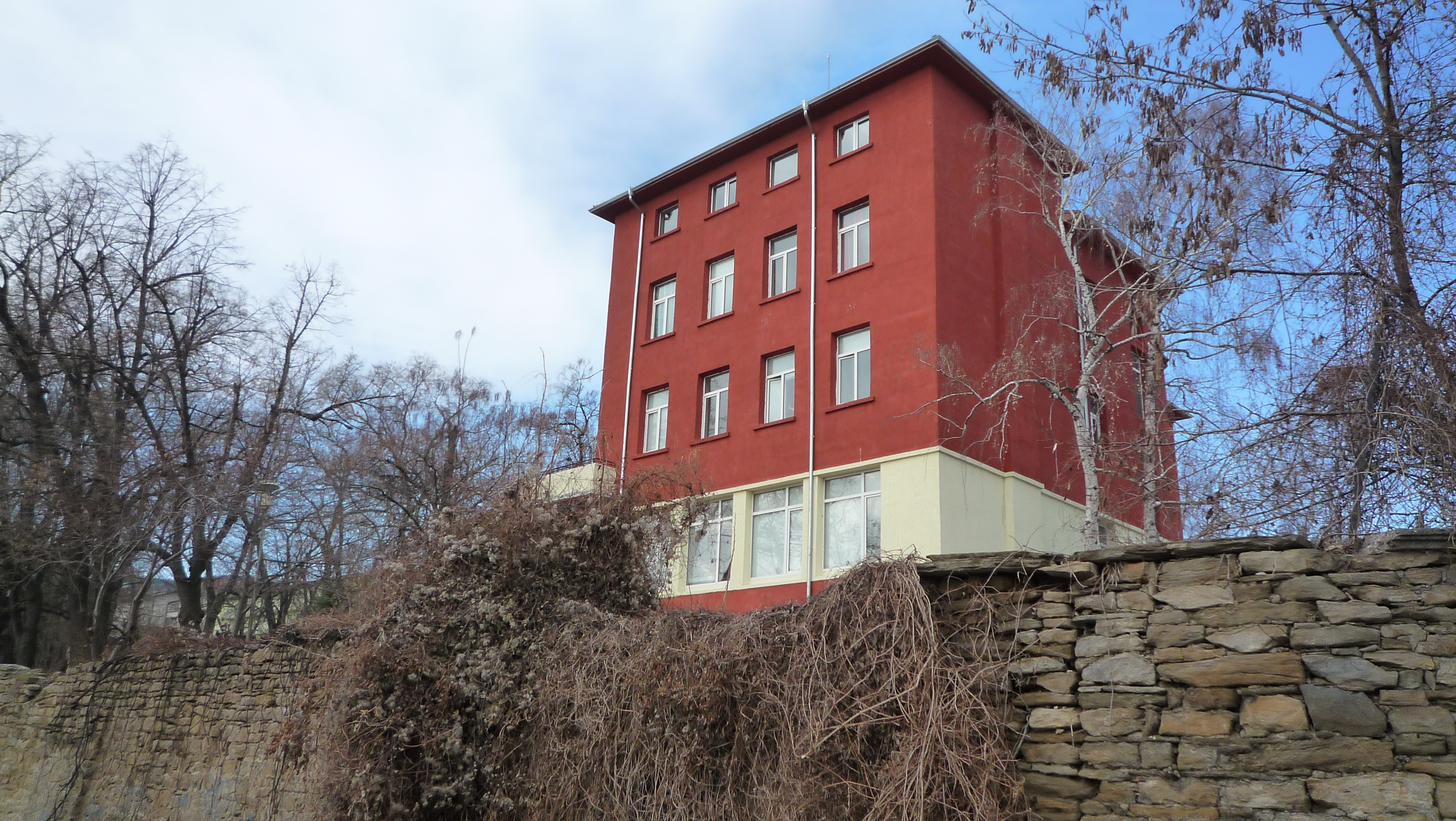
Пансіонат школи «Екзарх Іосиф I»

- Коледж Габровського технічного університету
- Початкова школа «Василь Левський»
- Початкова школа "Проф. Димитар Димов "
- Початкова школа «Христо Нікифоров»
- Початкова школа «Св. Кирила і Мефодія»
- Софійський університет «Св. Климент Охридський»
- Університет ім. Тодора Киркова
- СУ «Панайот Пипков»
- Спеціалізована мовна середня школа «Екзарх Йосип I»
- Математична гімназія
- Професійна вища школа ветеринарної медицини "Проф. Д-р Димитар Димов "
- Професійна вища школа одягу та хімічних технологій «Марійка і Маринчо Караконови»
- Професійна вища школа механіки та електротехніки
- Професійна вища школа економіки, торгівлі та послуг
- Міський дитячий комплекс

## Культура

### Організації
- Обласний історичний музей

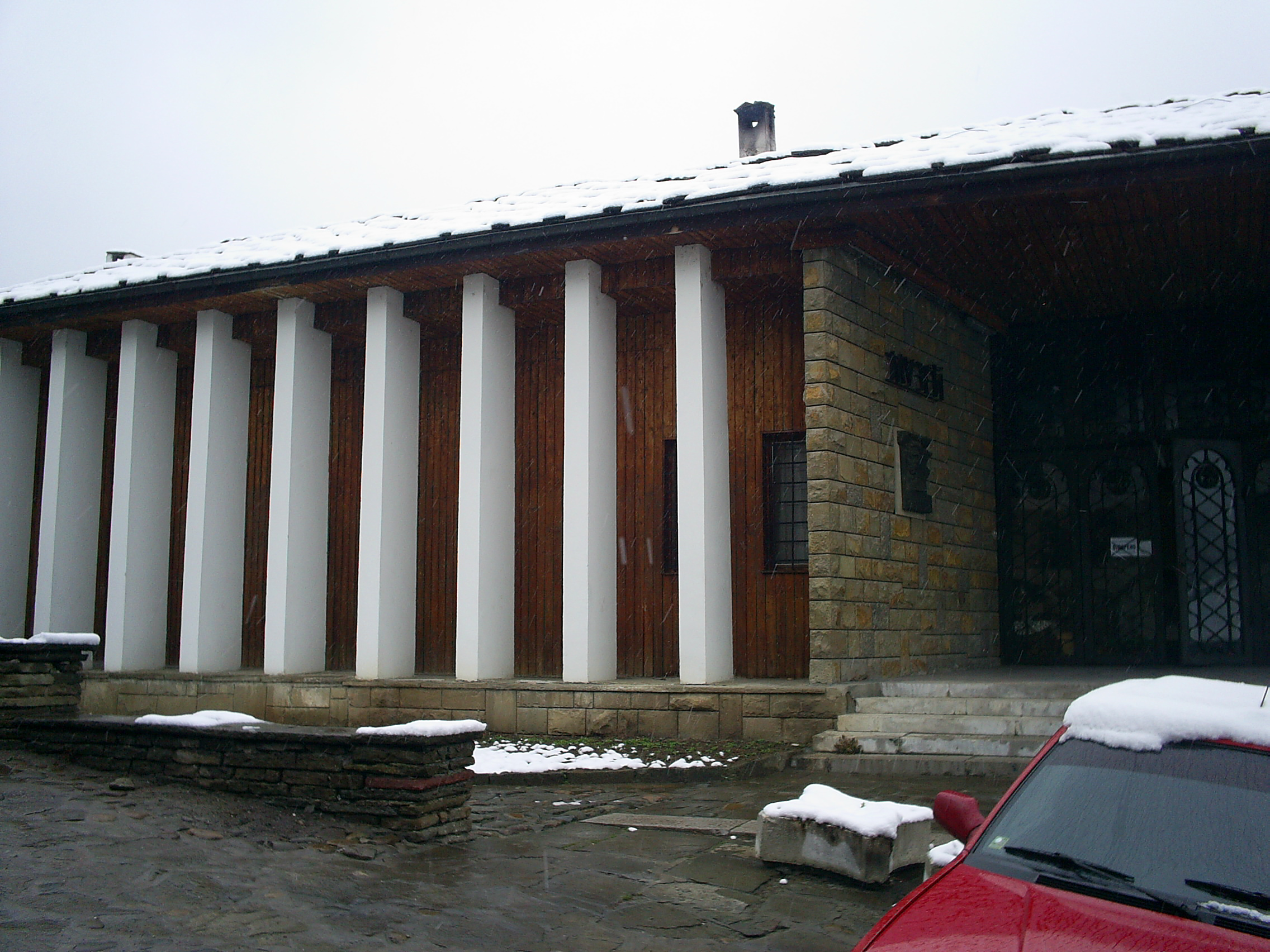
Музей "Василь Левський"

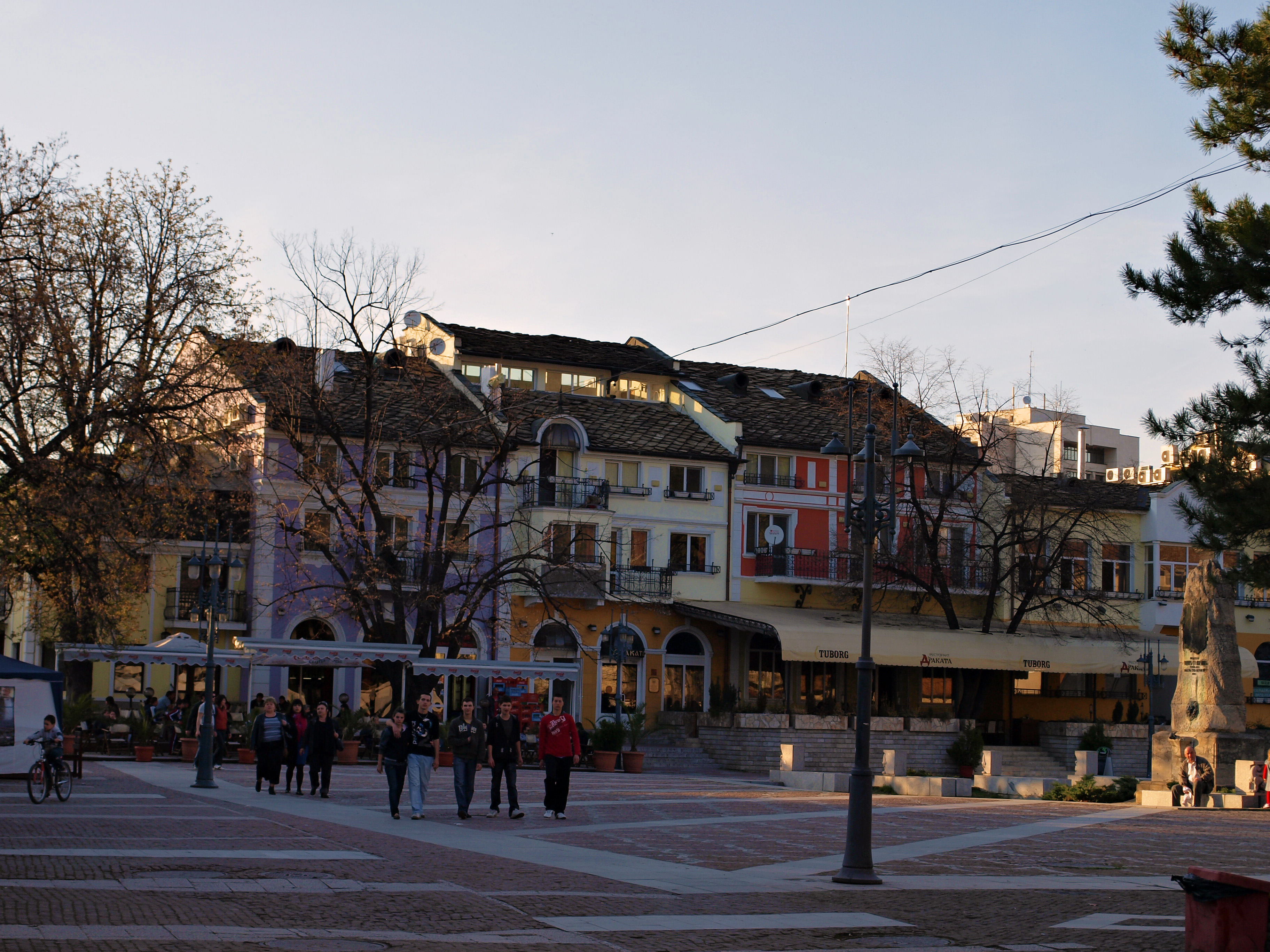
Площа і пам'ятник "Тодор Кірков", м. Ловеч

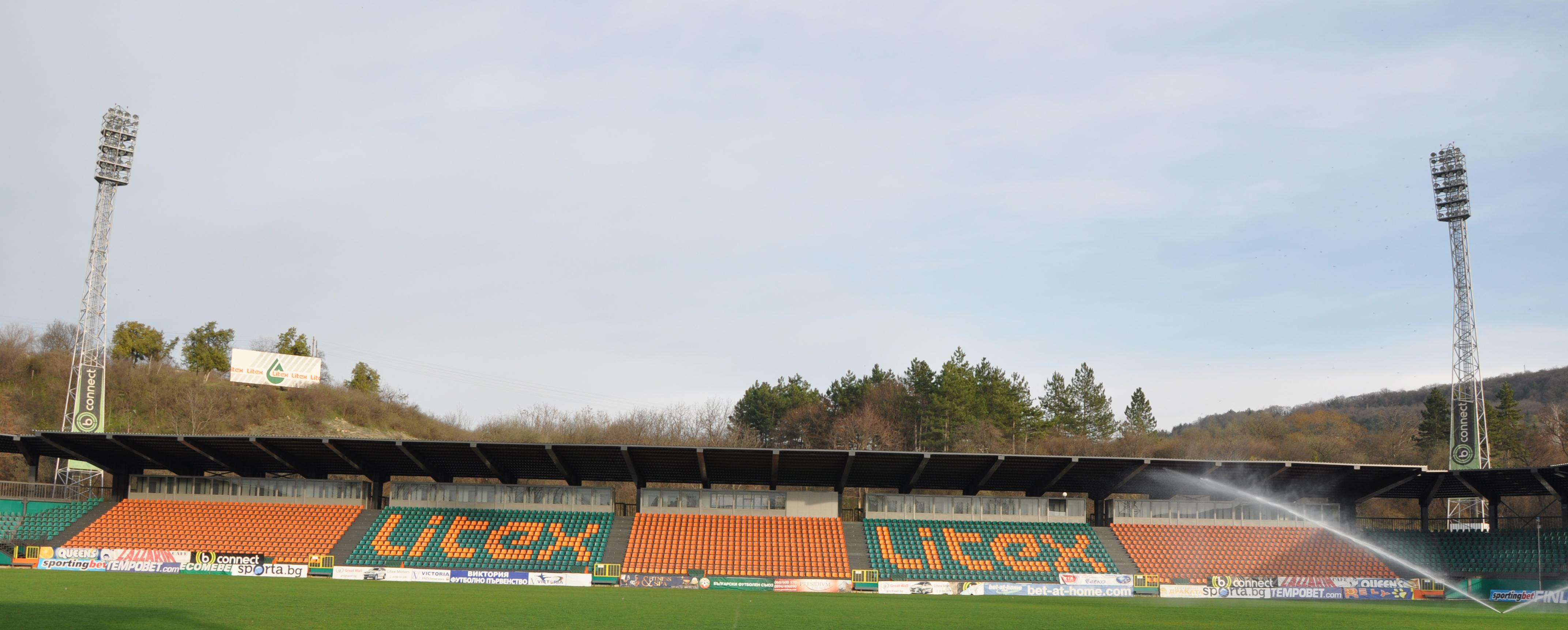
Міський стадіон

- Етнографічний комплекс "Драсова і Рашова хати"
- Музей "Василь Левський"
- Какринський готель
- Середньовічна фортеця Ловеч
- Музейна колекція "Василь і Атанас Атанасови"
- Музей загальноосвітньої школи "Св. Климент Охридський"
- Драматичний театр
- Громадський будинок Ловеча "Наука"
- Регіональна бібліотека "Проф. Бенджо Цонев"
- Художня галерея
- Галерея "Пожертва Казакова"
- Галерея "Пожертва Мирчо Мирчева"
- Галерея "Вароша"
- Клуб працівників культури
- Муніципальний духовий оркестр
- Муніципальний фольклорний ансамбль "Ловеч"
- Дитячо-підлітковий танцювальний гурт "Ловеч"
- Акробатичний рок-н-ролл клуб "Роксмайл"[49]
- Тріо "Вароша 87"
- Гітарний оркестр "Ритм"
- Молодіжний духовий оркестр "Еликсир"
- Балет "Ралица"
- Народне утворення "ЕЛІТ" [50]
- Змішаний хор "Панайот Пипков"
- Змішаний церковний хор "Євстаті Павлов"[51]
- Дитяча вокальна група "Співаюча веселка"
- Дитячий хор "Арахангельський голос"
- "Співаючі зірки" - поп-студія

## ЗМІ
Друковані та інтернет
- "Ловечська преса"[52]
- "Голос народу"[53]
- "Ловечський голос"[54]
- "Перо"[55]
- "Ловеч сьогодні" [56]
- "Ловеч сьогодні.com" [57]
- "Ловеч Онлайн. com" [58]
- Північ.bg - http://sever.bg/ [Архівовано 28 лютого 2019 у Wayback Machine.]

Радіо та телебачення
Місцеве радіо транслюється радіо- та телевізійною станцією Стратеш на висоті 282 метри 15-метровою антенною системою та станцією на пагорбі Ак баїр на висоті 350 метрів. На даху будівлі обласної адміністрації розташовані передавачі "Зетра" та "БГ-радіо" 
- ТБ "Зетра"
- ТБ "Ловеч".
- Радіо "Зетра"
- Муніципальне радіо

## Спорт
- ФК Литекс
- Міський стадіон
- Національний фан-клуб " Літекс"
- Асоціація гандбольного клубу "Осъм"
- Тенісний клуб
- Спортивний клуб карате "Кіокушин"
- Шаховий клуб "Прогрес"
- Туристична спілка "Стратеш"
- Асоціація орієнтаційного спорту
- Спортивний клуб бодібілдингу "Вароша"
- Спортивний клуб бейсболу та софтболу "Орли"
- Спортивний клуб баскетболу
- Асоціація гандбольного клубу "Ловеч 98"
- Клуб спортивної боротьби
- Асоціація "Модельклуб Ловеч"[60]
- Жіноча футбольна команда "Литекс Лейдис"

## Визначні пам'ятки
- Критий міст
- Архітектурно-історичний заповідник "Вароша"
- Лазня Старого Міста "Делі Хамам" [Архівовано 22 грудня 2019 у Wayback Machine.]
- Барокові будинки
- Пам'ятник Василю Левському
- Пам'ятник Тодору Кіркову
- Білий пам'ятник
- Чорний пам'ятник
- Алея болгаро-російської дружби
- Парк Стратеш
- Зоопарк (Ловеч)
- Алея Баш Банар
- Деветашська печера
- Сливенськи луки
- Пам'ятник Василю Йорданову

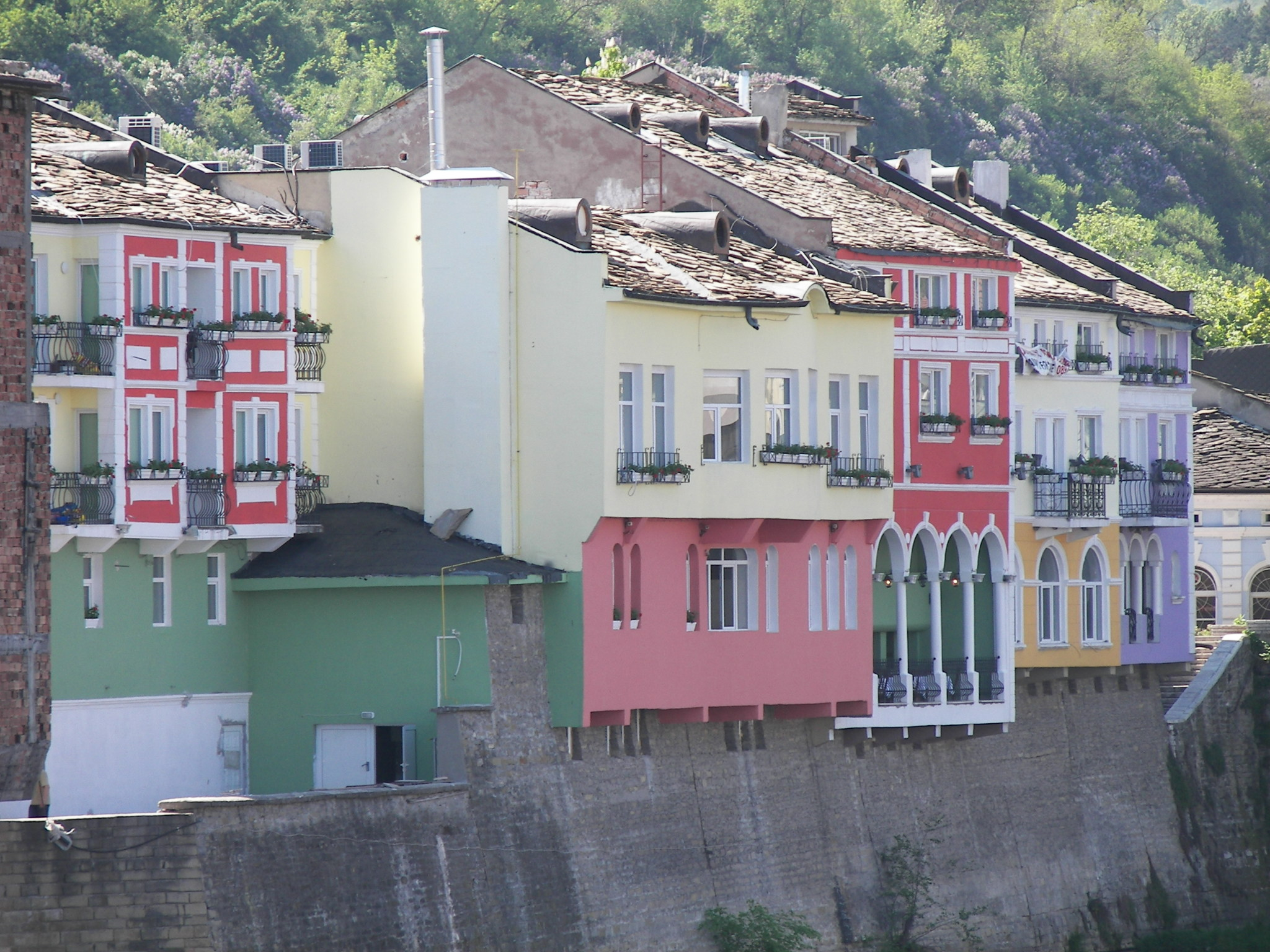
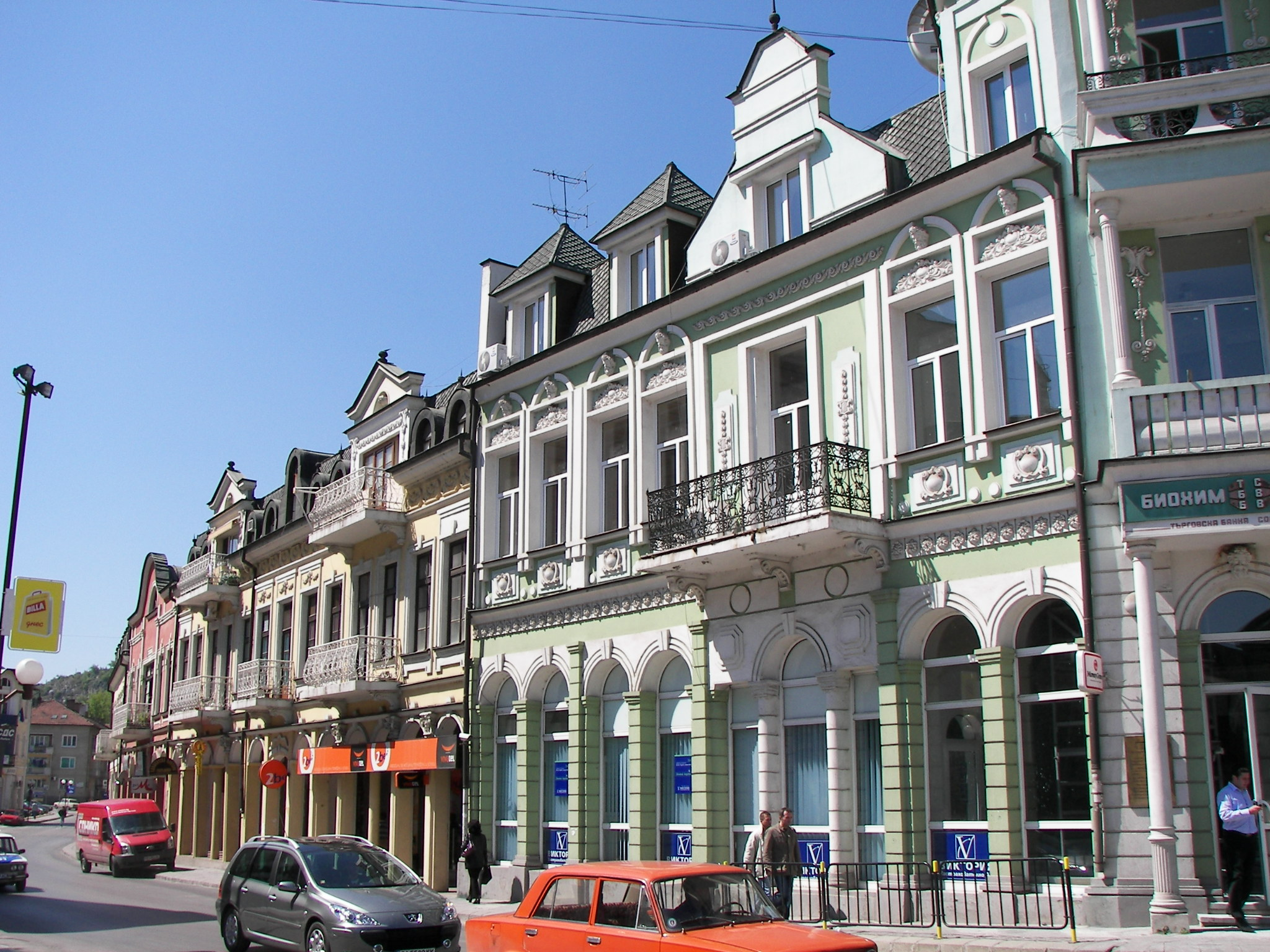
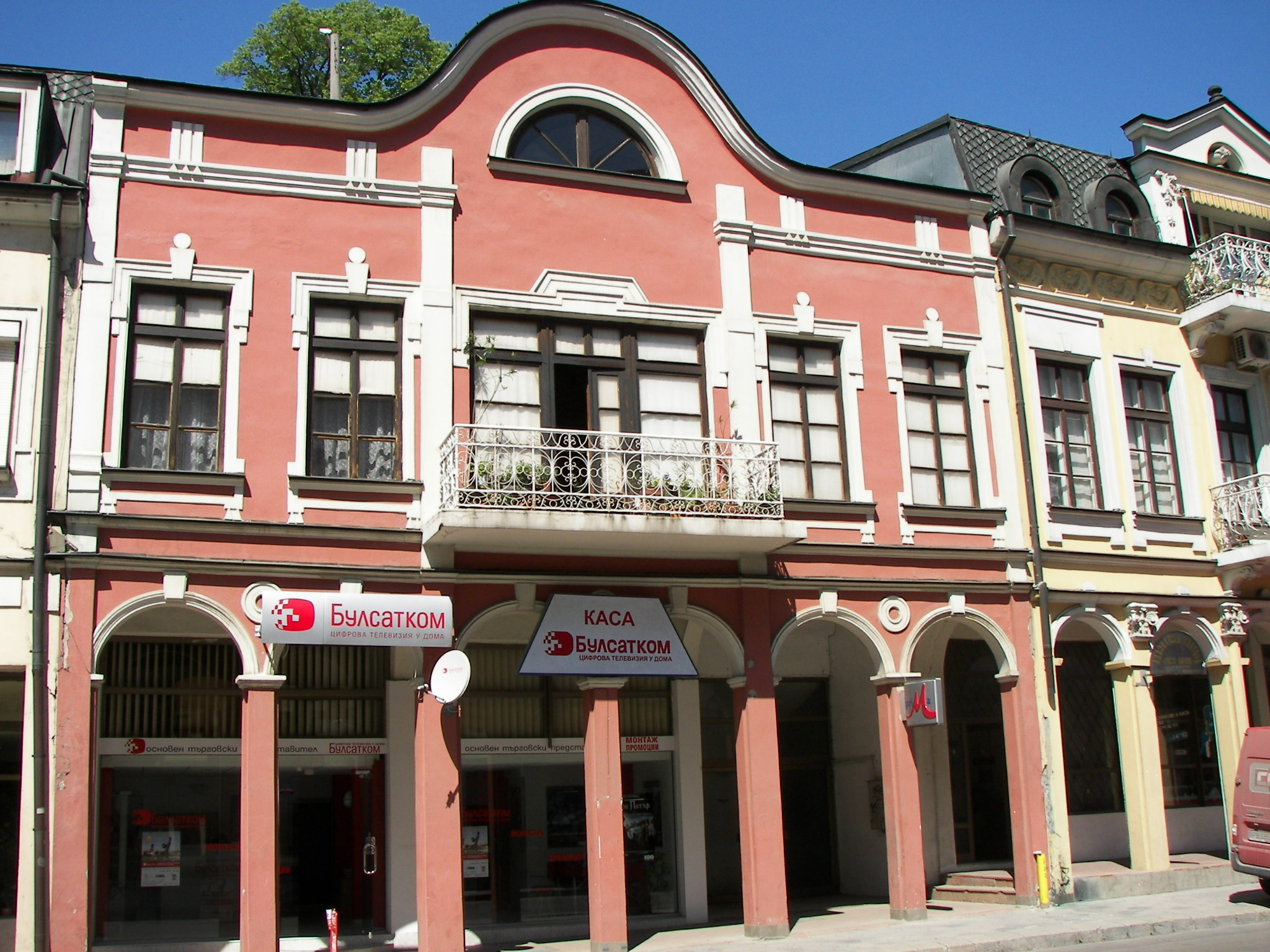
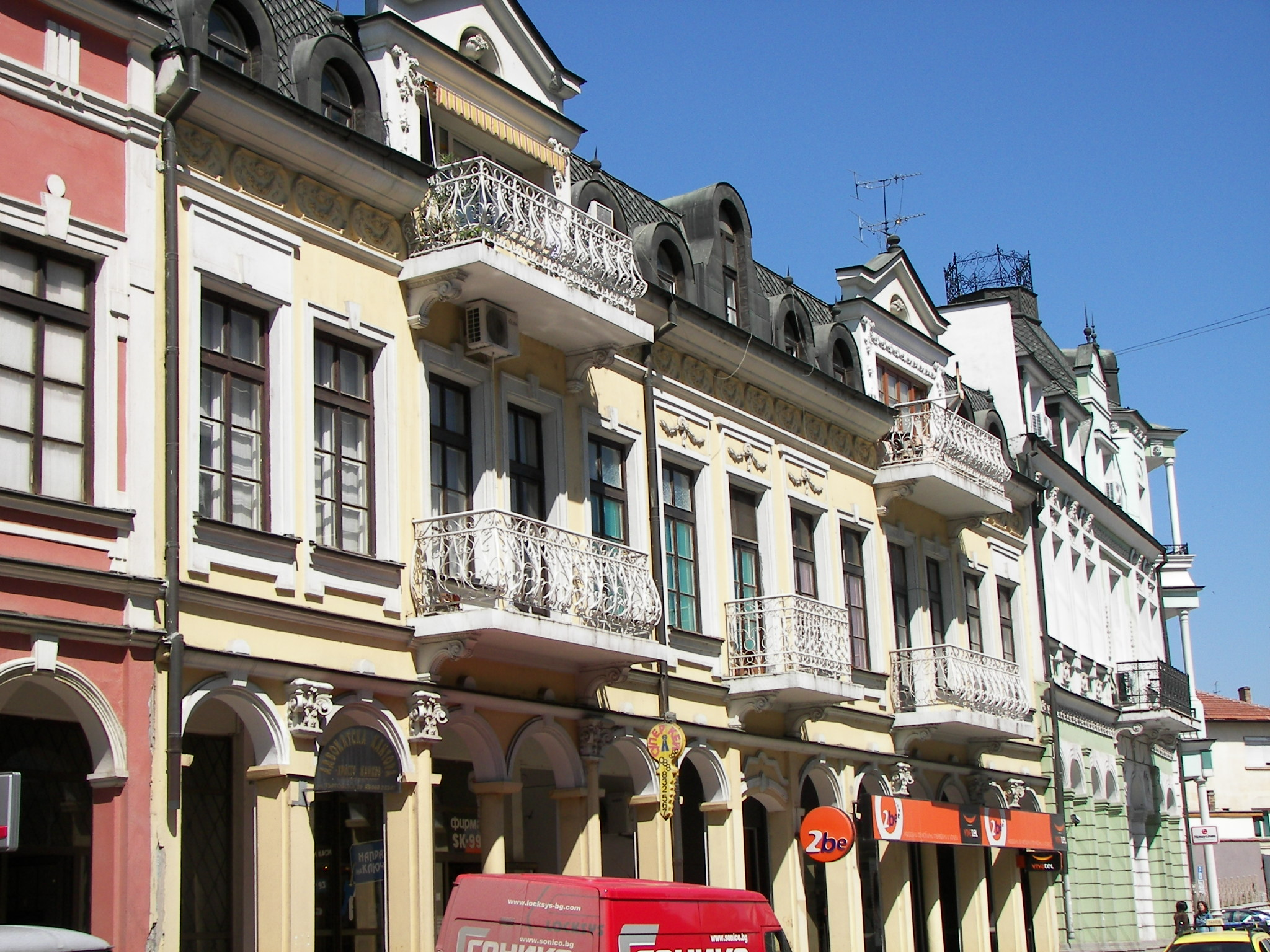
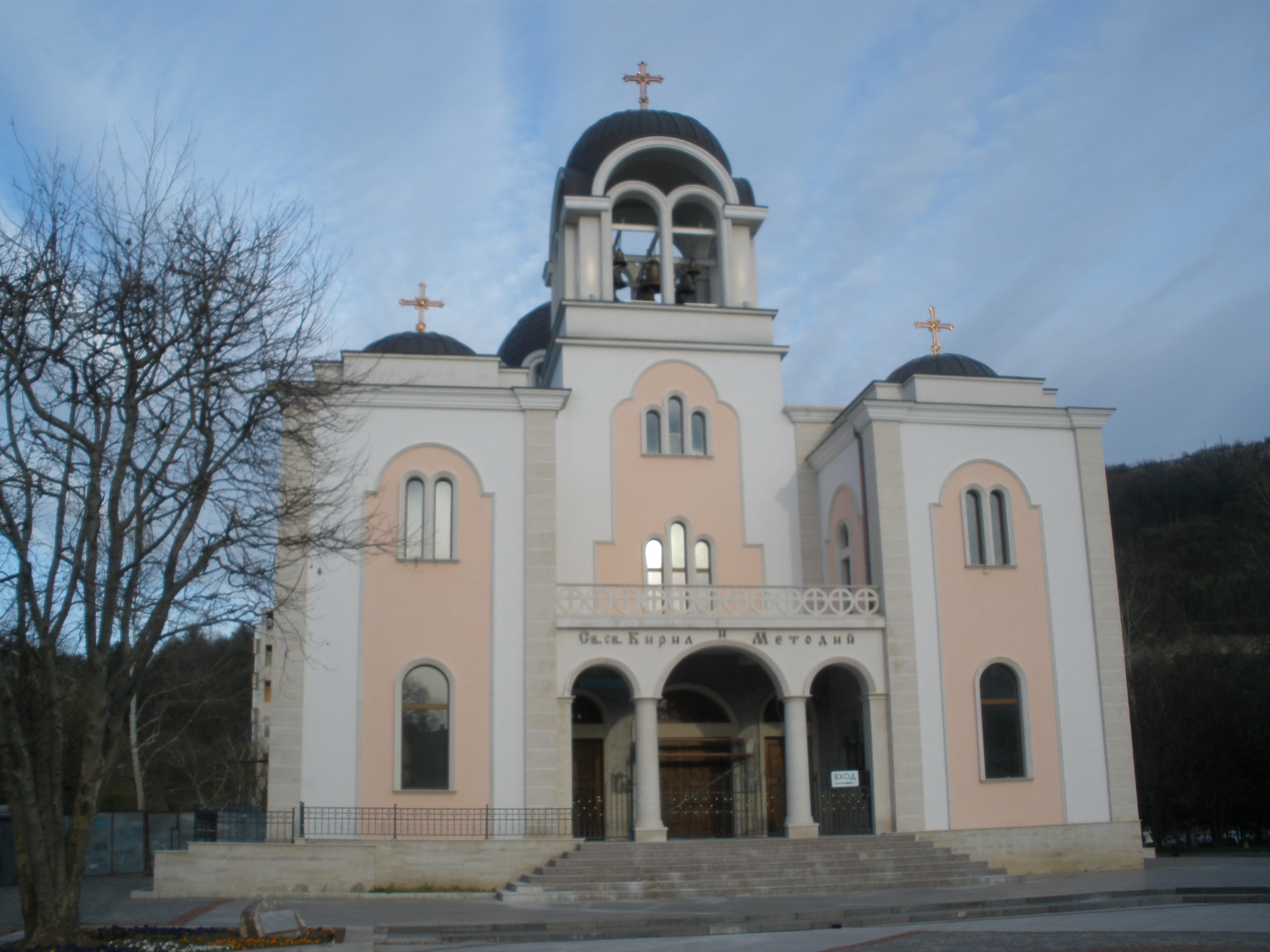
Храм "Св.. Кирил и Мефодій"
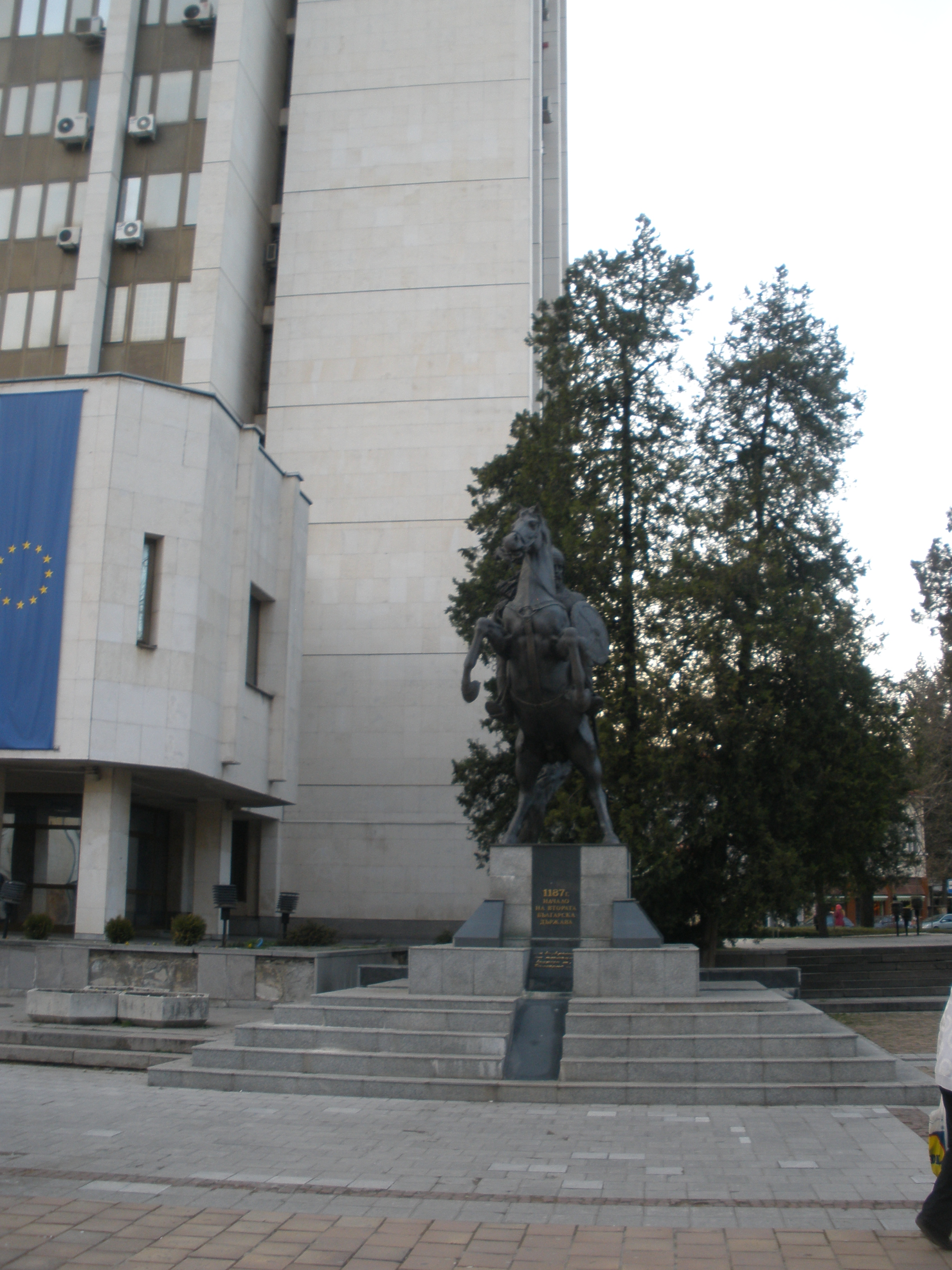
Початок Другої болгарської держави – пам`ятник, Ловеч
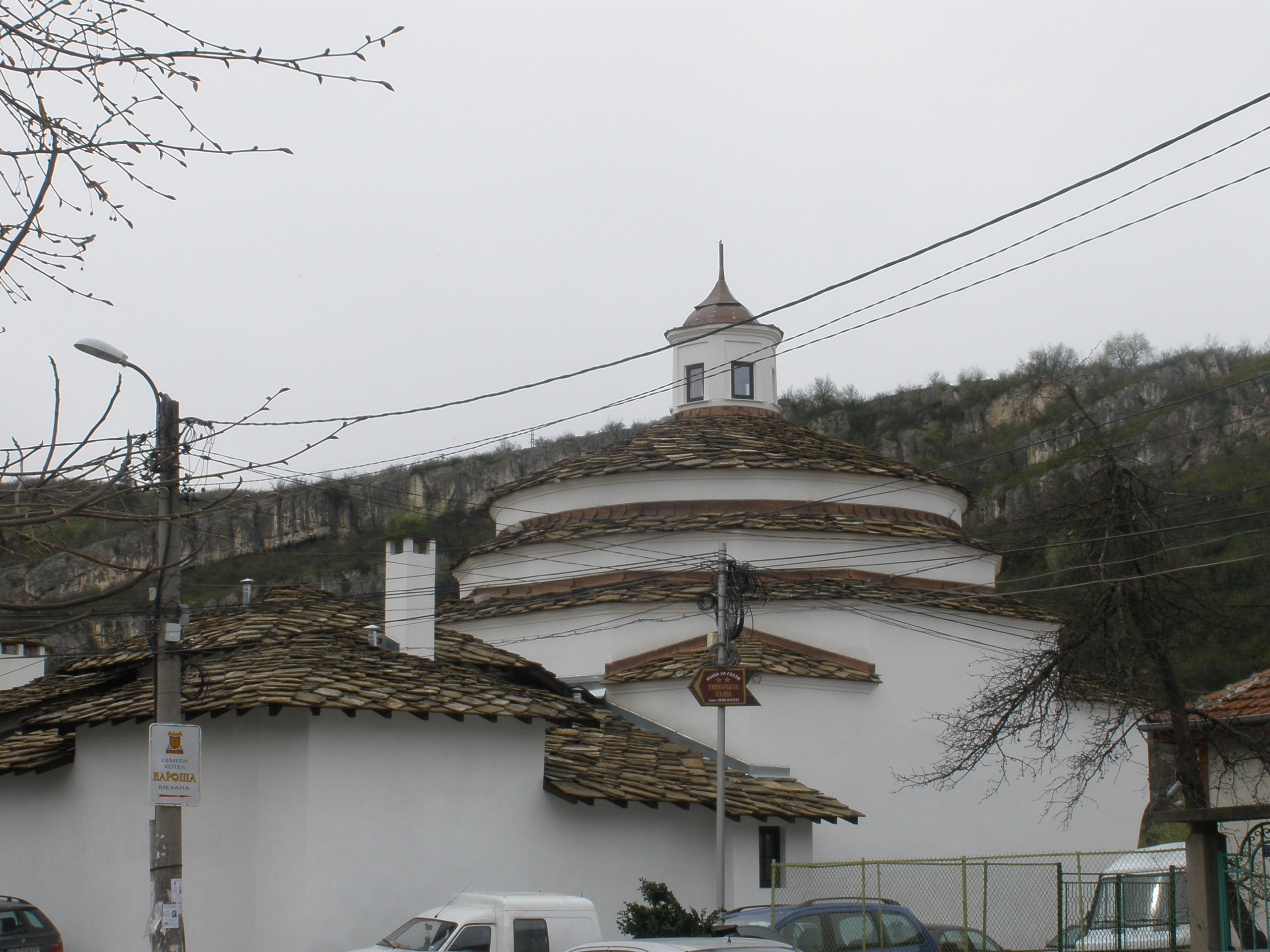
Музей води в Ловечі (лазня Делі Хамам)

## Особи
- Станко Косан або Станко Ловеч. Станко Кочан Ловеч, називається в османських хроніках "Устанко Кусам", є болгарським боярином з 15 століття. Останній правитель Ловечської середньовічної фортеці.